# Boeing 717
El Boeing 717 és un avió de reacció de dos motors i d'un únic passadís, desenvolupat per al mercat de 100 seients. L'avió fou dissenyat i publicitat per McDonnell Douglas com a MD-95, un derivat de tercera generació del DC-9.
La primera comanda arribà a l'octubre del 1995; tanmateix, McDonnell Douglas i Boeing es fusionaren el 1997, abans que comencés la producció. Els primers avions entraren en servei el 1999 com a Boeing 717. Es posà fi a la producció al maig del 2006 després que s'haguessin manufacturat 156 avions.

## Disseny

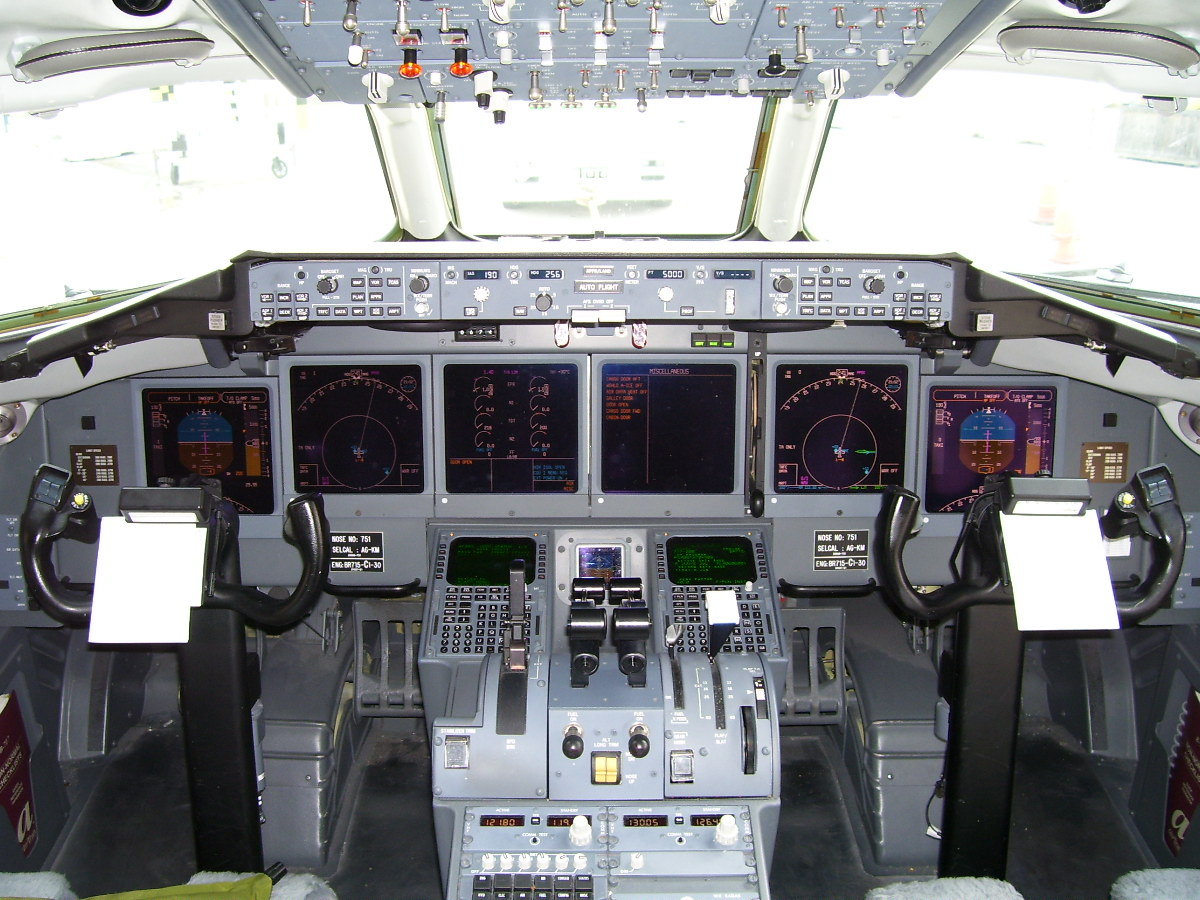
La cabina de vol del Boeing 717-200

El Boeing 717 compta amb una cabina de vol per a dos pilots amb 6 pantalles multi-funció i ordinadors Honeywell VIA 2000. El disseny dels controls i la cabina de vol és compartit amb altres avions de passatgers de McDonnell Douglas: MD-10 i MD-11. El 717 comparteix la mateixa habilitació de pilotatge que el DC-9, permetent als pilots la transició al 717 amb un curs d'11 dies.

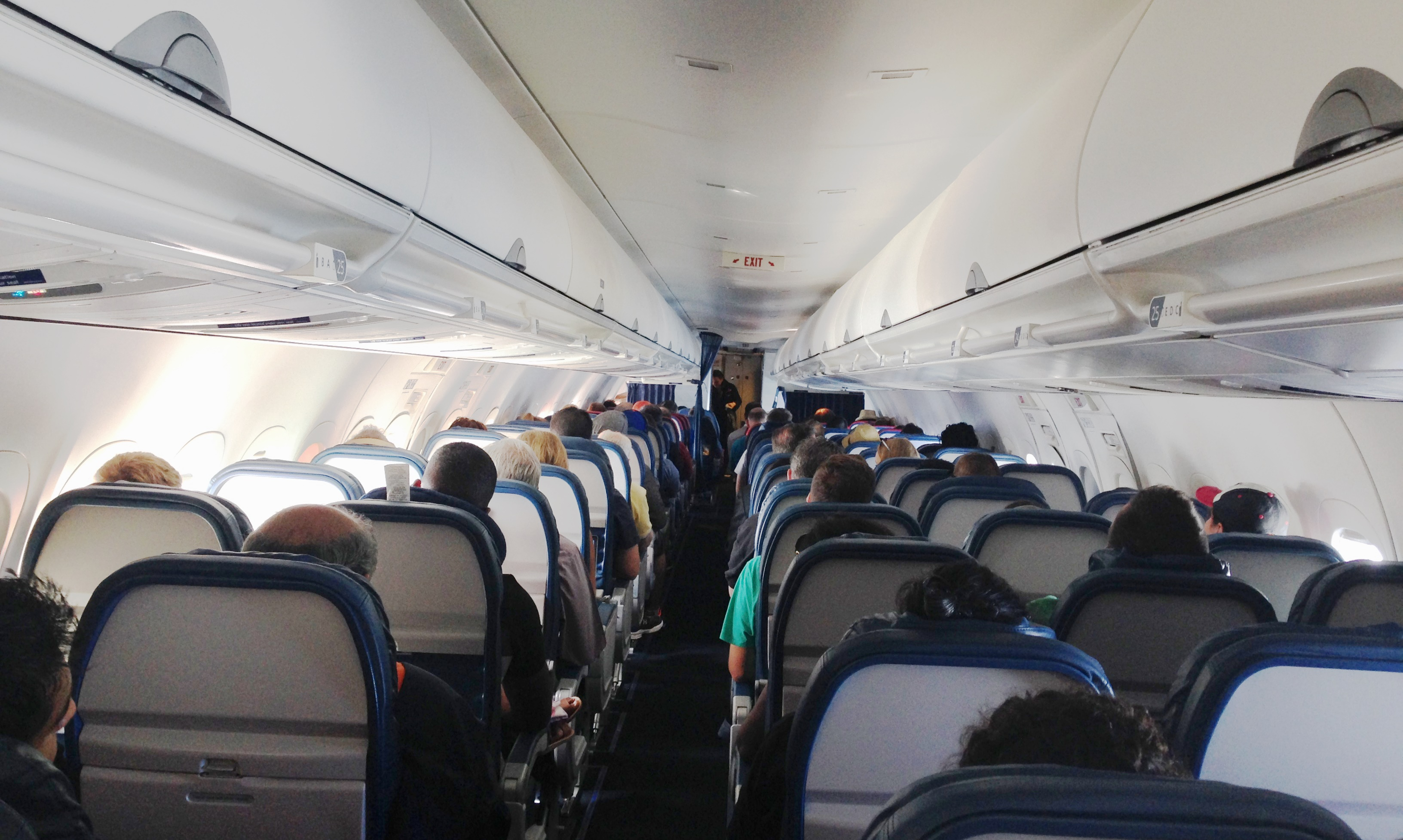
Cabina de passatgers d'un Boeing 717 mostrant la distribució 2+3

Els motors de reacció Rolls-Royce BR715 són controlats electrònicament gràcies a què compten amb un sistema FADEC — Full Authority Digital Engine Control, desenvolupat per BAE Systems. Això permet un major control i optimització de la propulsió tot aconseguint un menor consum comparat amb versions anteriors.
Com els seus predecessors DC-9/MD-80/MD-90 el 717 té una distribució de seients de 2+3 a cada fila a la classe turista. Per contra altres avions de fuselatge estret com els Boeing 737 i Airbus A320 disposen d'una distribució de 3+3.

## Variants
McDonnell Douglas va proposar inicialment tres variants de producció:
- MD-95-30: Versió bàsica amb capacitats per a 100 passatgers.
- MD-95-30ER: Versió amb la mateixa capacitat però abast ampliat (amb dipòsits de combustible addicionals).
- MD-95-50: Versió allargada amb capacitat per a 122 passatgers.

## Especificacions
|                                | 717-200 càrrega bàsica                                    | 717-200 càrrega elevada                                   |
| ------------------------------ | --------------------------------------------------------- | --------------------------------------------------------- |
| Tripulació de cabina           | dos                                                       | dos                                                       |
| Capacitat típica de passatgers | 106 (dues classes) 117 (una classe)                       | 106 (dues classes) 117 (una classe)                       |
| Longitud                       | 37,8 m                                                    | 37,8 m                                                    |
| Envergadura alar               | 28,47 m                                                   | 28,47 m                                                   |
| Altura a la cua                | 8,92 m                                                    | 8,92 m                                                    |
| Amplada externa de la cabina   | 334,2 cm                                                  | 334,2 cm                                                  |
| Amplada interna de la cabina   | 314,5 cm                                                  | 314,5 cm                                                  |
| Pes màxim a l'enlairament      | 49.900 kg                                                 | 54.900 kg                                                 |
| Abast màxim                    | 1.430 milles nàutiques (2.645 km)                         | 2.060 mn (3.815 km)                                       |
| Sostre de servei               | 12.100 m (39.698 ft)                                      | 12.100 m (39.698 ft)                                      |
| Velocitat de creuer típica     | Mach 0,77 (438 nusos, 811 km/h) a una altitud de 10.400 m | Mach 0,77 (438 nusos, 811 km/h) a una altitud de 10.400 m |
| Motors (2x)                    | Rolls Royce BR715-A1-30                                   | Rolls Royce BR715-C1-30                                   |
| Empenyiment dels motors        | 82,3 kN                                                   | 93,4 kN                                                   |

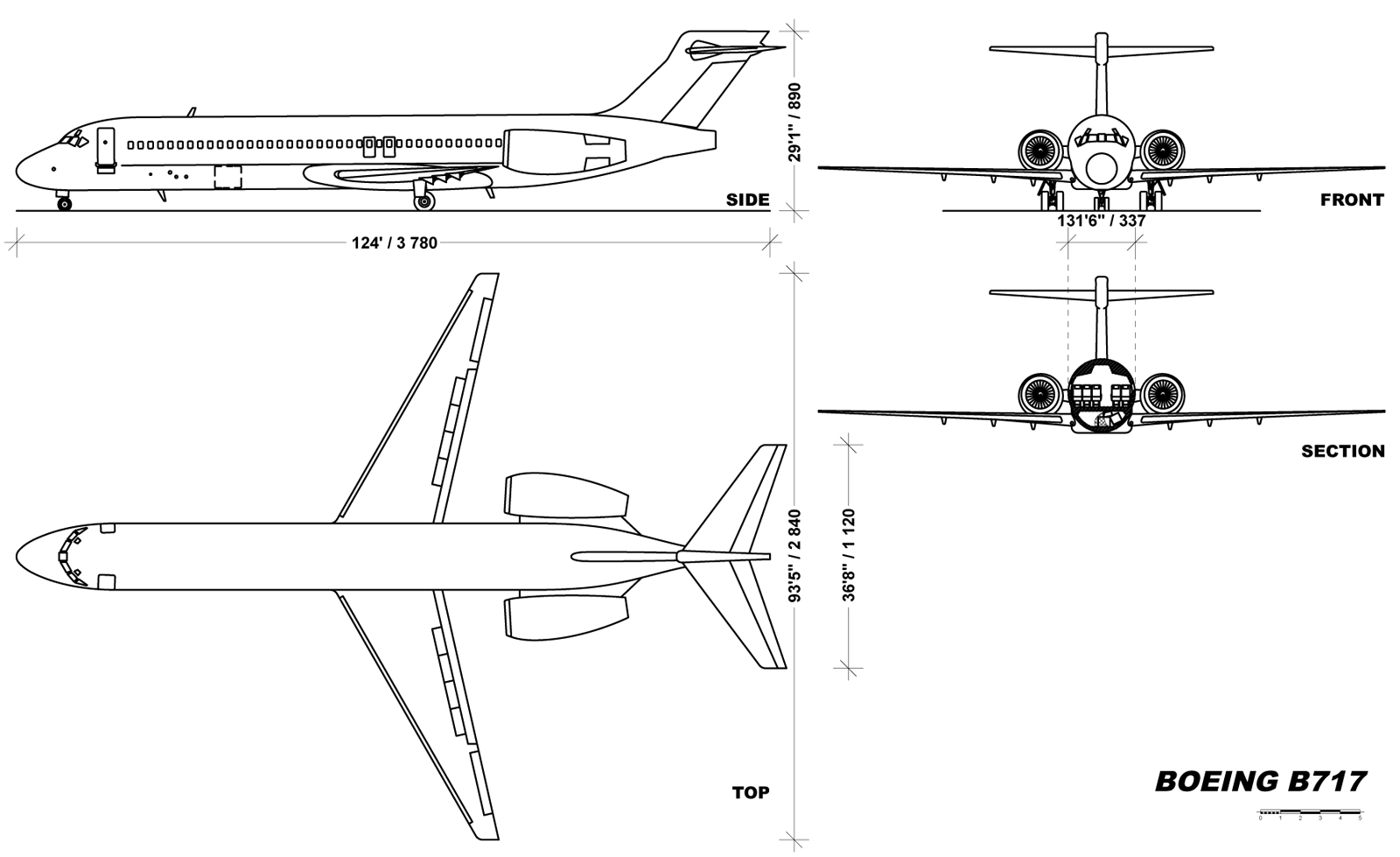
Visició esquemàtica d'un Boeing 717-200.

Fonts: Boeing 717 Characteristics, 717 Airport planning report